# ضف
حلوى الضَّف (بالإنكليزية: Duff) هو طبق حلوى من المطبخ البَهامي مصنوع من الفاكهةخاصة الجوافة ممزوجة بالعجين. تُطوى الفاكهة في العجينة وتُسلق، ثم تُقدّم مع الصلصة. تشمل المكونات الفاكهة والزبدة والسكر والبيض وجوزة الطيب والقرفة والقرنفل والدقيق والروم والفلفل ومسحوق الخبز.
الضَّف هو أيضًا مصطلح إنجليزي لبودِنغ عيد الميلاد. ومن الأمثلة على ذلك داف عيد الميلاد البرقوق واللحم. 

في القصة القصيرة التي كتبها هنري لوسون عام 1901 بعنوان "أشباح العديد من أعياد الميلاد"، والتي نُشرت في كتاب Children of the Bush،  يشار إلى حلوى البرقوق احيانا على أنها حلوى الضّف:
أرسل لهم صاحب المتجر علبة غير منقطعة من حلوى البرقوق المعلب، وربما كان يتساءل بحلول هذا الوقت عن مصير تلك العلبة الفارغة من الداف